# Metropolia Guwahati
Metropolia Guwahati – jedna z 24 metropolii kościoła rzymskokatolickiego w Indiach. Została erygowana 10 lipca 1995.

## Diecezja
- Archidiecezja Guwahati
  - Diecezja Bongaigaon
  - Diecezja Dibrugarh
  - Diecezja Diphu
  - Diecezja Itanagar
  - Diecezja Miao
  - Diecezja Tezpur

## Metropolici
- Thomas Menamparampil (1995-2012)
- John Moolachira (od 2012)